# سفين بيرغرين
سفين بيرغرين (بالسويدية: Sven Berggren)‏ (و. 1837 – 1917 م) هو عالم نبات، من السويد، كان عضوًا في الأكاديمية الملكية السويدية للعلوم، توفي في لوند"Sven Berggren - Svenskt Biografiskt Lexikon". Svenskt biografiskt lexikon (بالسويدية). Archived from the original on 2018-07-20.، عن عمر يناهز 80 عاماً.

## مناصب وهيئات
أدار جامعة لوند، وجامعة أوبسالا.